# Ghiaurov Peak
Ghiaurov Peak är en kulle i Antarktis. Den ligger i Sydshetlandsöarna. Argentina, Chile och Storbritannien gör anspråk på området. Toppen på Ghiaurov Peak är 250 meter över havet.
Terrängen runt Ghiaurov Peak är huvudsakligen kuperad, men åt sydväst är den bergig. Havet är nära Ghiaurov Peak åt nordost.  Trakten är glest befolkad. Närmaste befolkade plats är St. Kliment Ohridski Base, 19,8 kilometer väster om Ghiaurov Peak. 